# Erste Amtseinführung von Barack Obama
Die erste Amtseinführung von Barack Obama als 44. Präsident der Vereinigten Staaten fand am Dienstag, dem 20. Januar 2009, in Washington, D.C. statt. Mit dieser Amtseinführung des Siegers der Präsidentschaftswahl in den Vereinigten Staaten 2008 Barack Obama begann die erste Amtszeit eines afroamerikanischen U.S. Präsidenten und die des Vizepräsidenten Joe Biden.

## Ablauf

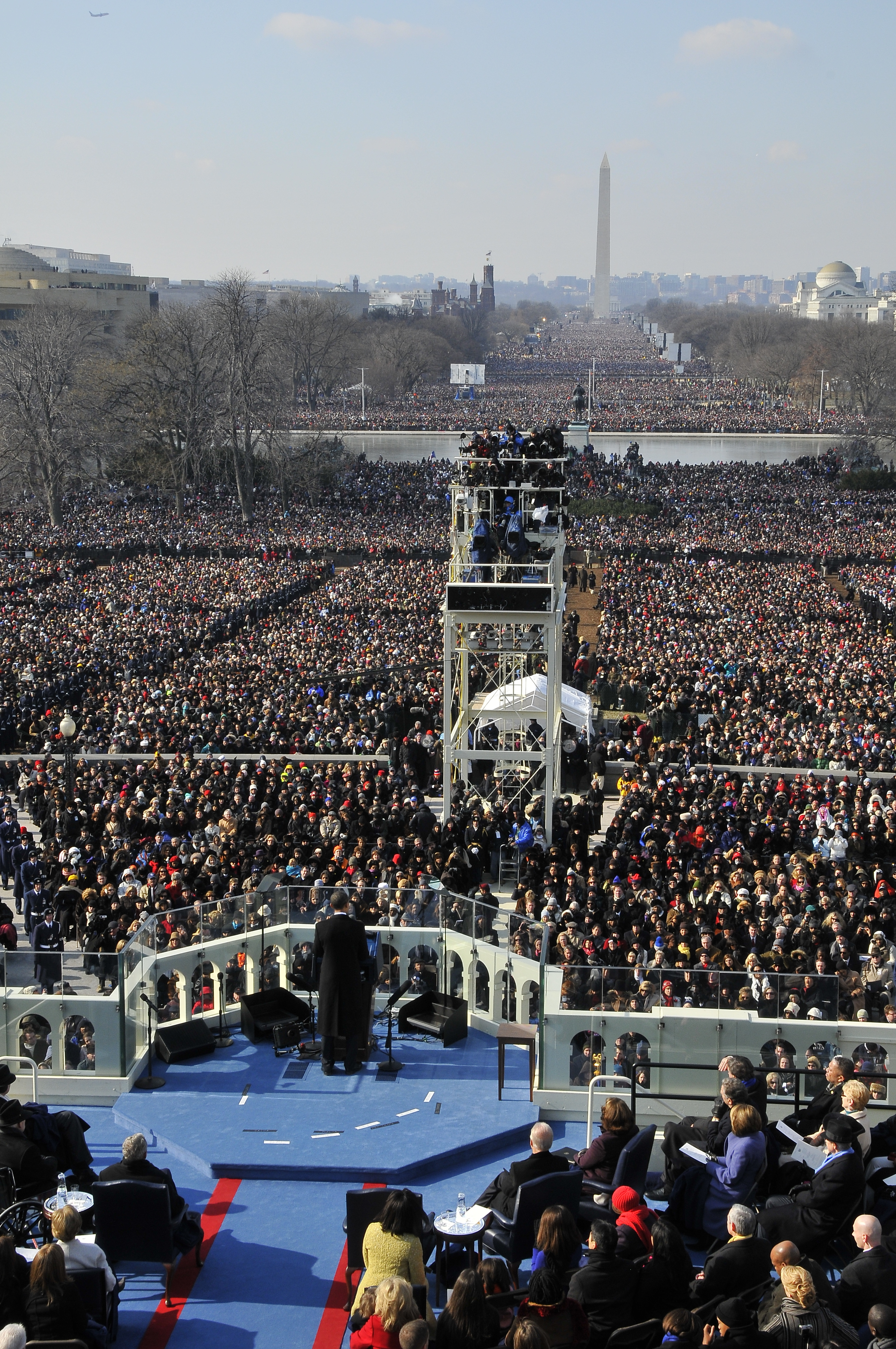
Präsident Obama spricht zu der Menge.

Die Veranstaltung zog trotz niedriger Temperaturen etwa 1,8 Millionen Zuschauer an und brach den bei der Amtseinführung von Lyndon B. Johnson aufgestellten Rekord. Die Menschenmasse drängte sich vom Capitol entlang der National Mall bis über das Washington Monument hinaus.
Die Obamas hatten im Blair House übernachtet, das sie um 8:47 Uhr verließen, um an einem Gottesdienst in der St. John’s Episcopal Church teilzunehmen. Anschließend wurden sie zum Weißen Haus gefahren, wo sie kurz vor zehn Joe und Jill Biden trafen und vom noch amtierenden Präsidenten George W. Bush und der First Lady Laura Bush empfangen wurden. Man hatte dann zusammen einen Kaffee. Um 10:47 verließen der alte und der neue Präsident das Weiße Haus und trafen etwa zehn Minuten später am Kapitol ein, wo die friedliche Amtsübergabe stattfinden sollte.

Vor der Vereidigung sang Aretha Franklin My Country, ’Tis of Thee und Beyoncé sang America the Beautiful. Mitglieder der U.S. Navy Band trugen die Nationalhymne The Star-Spangled Banner vor.
Die Vereidigung fand auf einem Podium an der Westseite des Capitols statt. Zunächst nahm der Richter am Obersten Gerichtshof John Paul Stevens den Amtseid von Vizepräsident Joe Biden ab. Dann nahm Chief Justice John Roberts in Gegenwart von Michelle Obama und der beiden Töchter Obamas Amtseid als Präsident ab. Barack Obama legte den Amtseid auf der Bibel ab, die Abraham Lincoln 1861 bei seiner Amtseinführung schon genutzt hatte. Obama wurde wegen Verzögerungen erst kurz nach zwölf Uhr mittags vereidigt. Es folgte seine zwanzigminütige Amtsantrittsrede.
Nach der Rede trug Elizabeth Alexander als Inaugural Poet das Gedicht Praise Song for the Day vor, das an Sklaven und Arbeiter erinnerte, die das Land gebaut hatten. Alexander hatte auf Bitte ihres Freundes Barack Obama das Gedicht geschrieben.

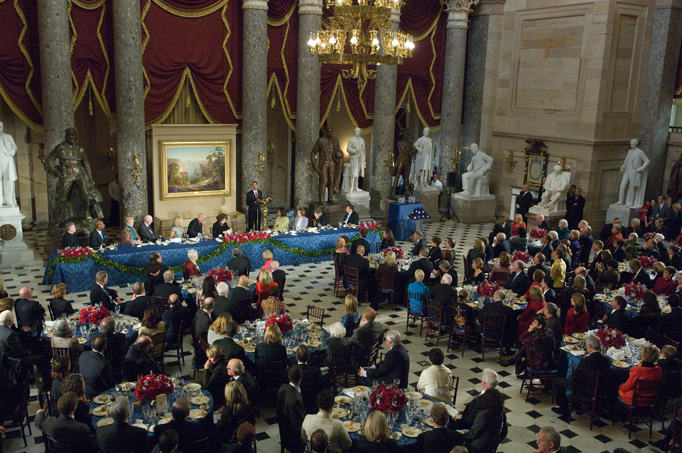
Obama spricht während des Banketts.

Nach Abschluss der Zeremonie begleitete der nunmehrige Präsident Obama, seinen Amtsvorgänger zu einem Hubschrauber auf der Ostseite des Capitols, der Bush zur Andrews Air Force Base fliegen sollte. Der neue Präsident unterzeichnete dann im Gebäude des Capitols als erste Amtshandlung Ernennungsurkunden für Kabinettsmitglieder. Anschließend fand ein Bankett mit den Mitgliedern des Kongresses statt. In einer Rede beim Bankett rief Barack Obama zur Zusammenarbeit und zur Zivilisiertheit auf. Er betonte, dass dies nicht heiße, dass man stets einer Meinung sei. Er versprach, dass seine Regierung auch Fehler begehen werde. Die Feierlichkeit wurde durch einen Zusammenbruch des krebskranken Senators Edward Kennedy aus Erschöpfung unterbrochen. Nach dem Bankett begann der Senat der Vereinigten Staaten die Nominierungen des neuen Präsidenten zu bestätigen. Lediglich die Bestätigung von Hillary Clinton als Außenministerin verzögerte sich um einen Tag.
Gegen 15:30 Uhr ging das Ehepaar Obama entlang der Pennsylvania Avenue, die trotz der Kälte noch immer von Schaulustigen gesäumt war, zum Dienstsitz des Präsidenten, dem Weißen Haus.

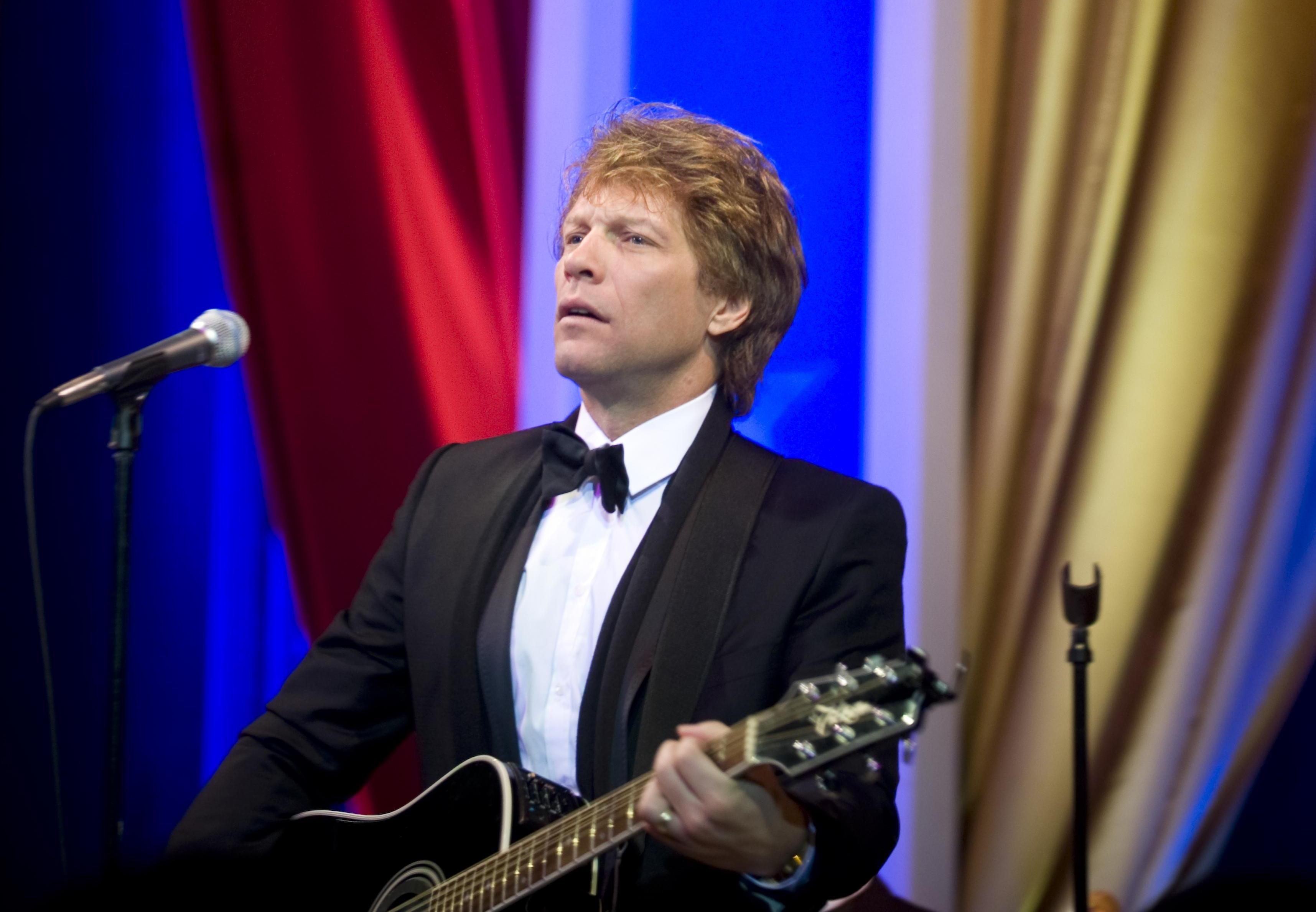
Jon Bon Jovi beim Commander-in-Chief-Ball.

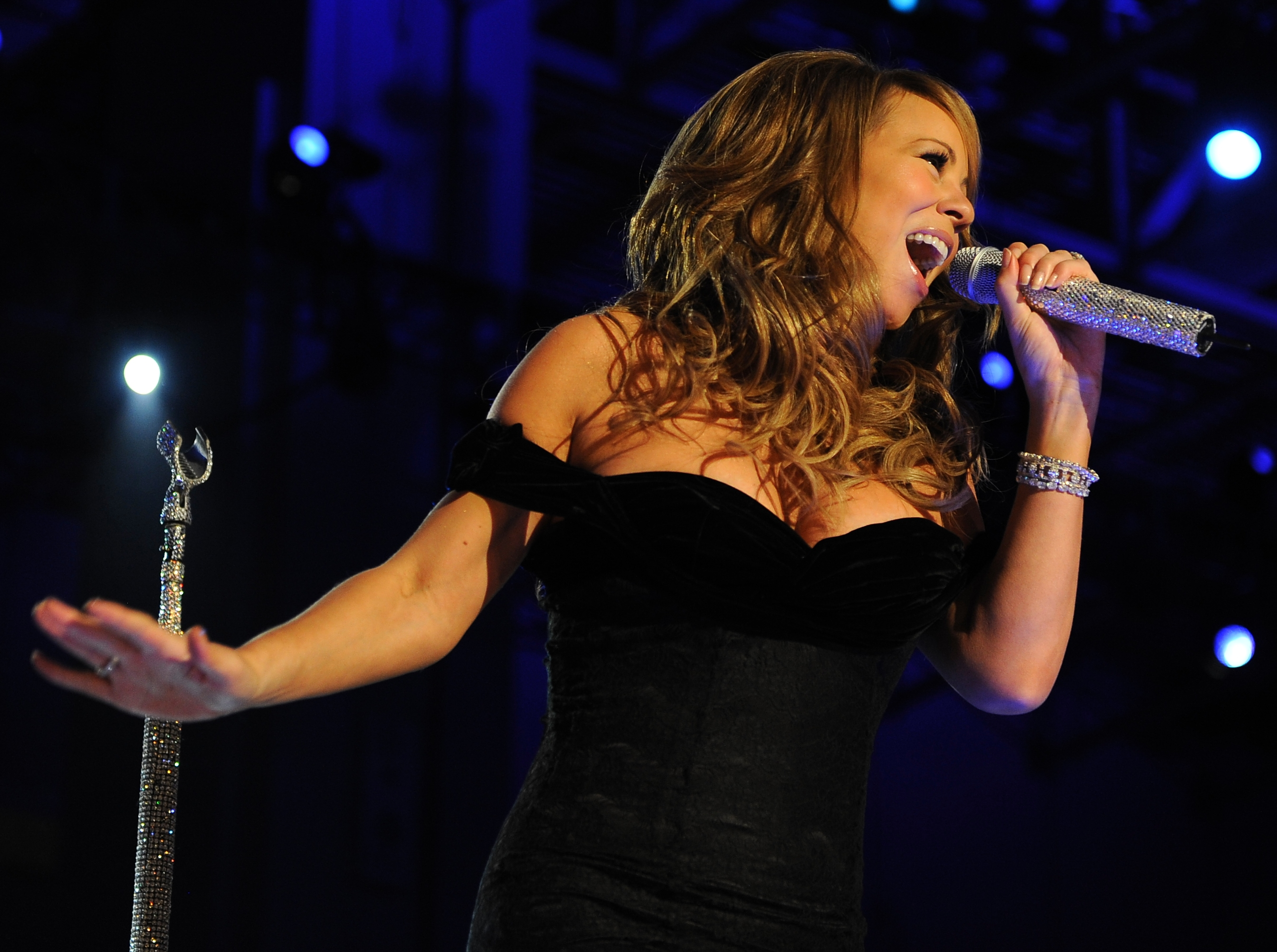
Mariah Carey beim Neighborhood Ball.

Am Abend fanden zehn offizielle Feiern (Inauguration Balls) statt. Jede dieser Veranstaltungen hatte ein eigenes Thema. Barack und Michelle Obama besuchten den Abend hindurch jede dieser Feiern. Sie trug dabei ein von Jason Wu kreiertes weißes Kleid. Bei diesen Feierlichkeiten traten Musiker wie Marc Anthony, Beyoncé, Jay-Z, Faith Hill, Shakira und Alicia Keys auf. Beim Mid-Atlantic Inaugural Ball traten Grateful Dead in Smoking-Hemden auf.